# Osina (powiat goleniowski)

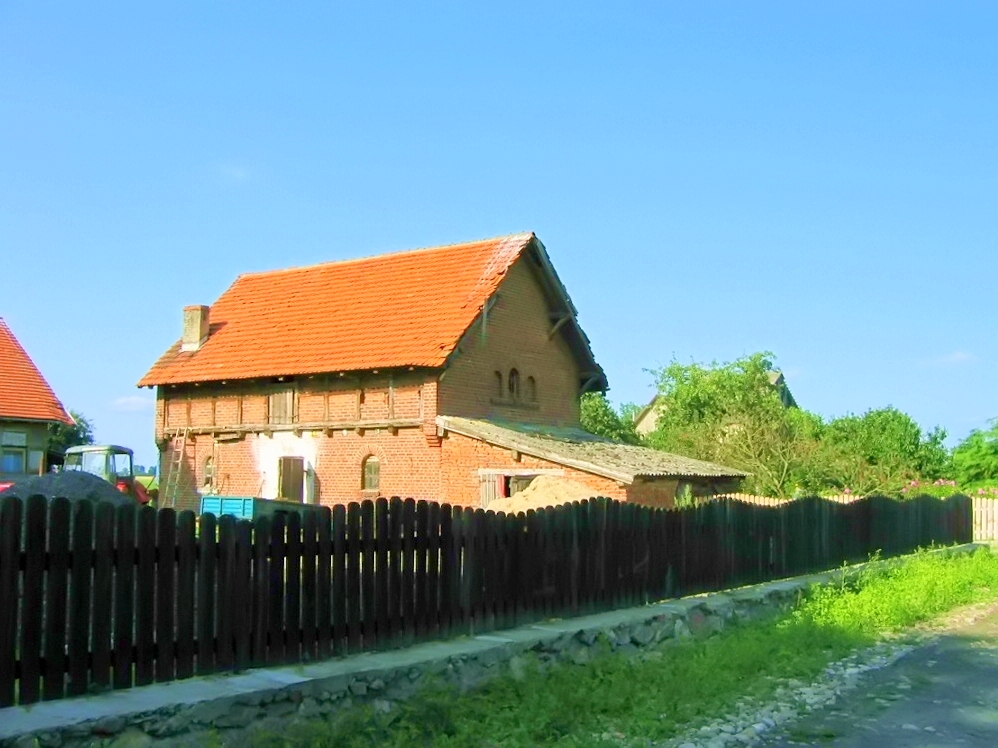

Osina (do 1945 niem. Schönhagen) – wieś gminna w Polsce położona w województwie zachodniopomorskim, w powiecie goleniowskim, w gminie Osina, na Równinie Nowogardzkiej, nad rzeką Stepnicą, dopływem Gowienicy, w dolinie, wokół terenów pagórkowatych, pól i zagajników, w okolicach Osiny przebiega 15 południk długości geograficznej wschodniej, ok. 960 mieszkańców.

## Historia
Pierwsza wzmianka o wsi pochodzi z roku 1331, kiedy to istniała tutaj stara osada słowiańska, założona najprawdopodobniej na przełomie IX i X wieku. W XV wieku Osina była podzielona między dwie rodziny: von Flemming (folwark, owczarnia, gospodarstwa chłopskie) i von Petersdorf (niewielkie gospodarstwo, owczarnia, brak zagród). W 1629 roku junkier Johann Christoph von Döberitz kupuje posiadłości von Flemmingów, zaś pod koniec XVIII wieku dobra von Petersdorfów zostają sprzedane Georgowi Ludwikowi von Döberitz, przez co wsią włada rodzina junkierska. Już w 1803 wszystkie dobra sprzedano urzędnikowi Johannowi Schmidtowi, później właściciele zmieniają się w szybkim tempie (Sauberzweig, Schulze, ród von Massow, ród von Dewitz, rodzina Lowitzow). W końcu XIX wieku istniały tutaj dwa folwarki oraz pałac i park. Pałac został zniszczony po 1945 roku. Ostatnią właścicielką Osiny w roku 1939 była Johanna von Lowitzow.
W latach 1975–1998 miejscowość należała administracyjnie do województwa szczecińskiego.

## Zabytki
Najcenniejszym zabytkiem Osiny i okolic jest pochodzące z epoki brązu i wczesnego średniowiecza cmentarzysko kurhanowe, składające się z ok. 200 kurhanów o wysokości do 3 m. Na terenach okalających dawny dwór, na wzgórzu opadającym w stronę rzeki Stepnicy znajduje się stary park dworski. Jest to park krajobrazowy (w stylu angielskim), został założony na przełomie XVIII i XIX wieku. Zachował się cenny starodrzew (kilka pomników przyrody) oraz fragmenty cmentarza rodu von Lowitzow. Najlepiej zachował się granitowy krzyż z herbem rodziny. W okolicach parku znajduje się kościół parafialny pw. Niepokalanego Poczęcia NMP. Został on zbudowany z kamienia polnego w wieku XIV (styl gotycki) i przebudowany w XIX stuleciu (elementy ceglane). Po II wojnie światowej zniszczony, odbudowany w latach 80. XX wieku. Przy drodze prowadzącej do Przypólska znajduje się również jeden stary cmentarz. Zabudowa mieszkalna wsi to głównie bloki, będące pozostałością dawnego PGR-u. Można jednak znaleźć kilka starych domów tudzież nowych domków jednorodzinnych.

## Współczesność
Obecnie jest to dość duża wieś gminna, ośrodek o znaczeniu lokalnym. Wieś jest ośrodkiem administracyjnym, znajduje się tutaj urząd gminy, poczta, szkoła podstawowa i gimnazjum. Dominuje przemysł drzewny – producent frontów meblowych – zakłady Drewpol. Działa wiejska oczyszczalnia ścieków i składowisko odpadów komunalnych. We wsi znajduje się przychodnia lekarska i ośrodek pomocy społecznej. Osina posiada połączenie kolejowe z Goleniowem i Kołobrzegiem (przystanek kolejowy Osina), przez linię, którą jeżdżą nowoczesne autobusy szynowe i hybrydowe zespoły trakcyjne. Autobusy PKS kursują m.in. do Nowogardu i Goleniowa. Wieś leży na skrzyżowaniu dróg prowadzących do Mostów, Maszewa i drogi krajowej nr 6 w miejscowości Kikorze. Wieś pełni funkcje rolniczo-administracyjno-przemysłowe.
Okoliczne miejscowości: Kikorze, Krzywice, Węgorzyce, Przypólsko